# Resolució 1477 del Consell de Seguretat de les Nacions Unides
La Resolució 1477 del Consell de Seguretat de les Nacions Unides, adoptada per unanimitat el 29 d'abril de 2003 després de reafirmar les resolucions Resolució 955 (1994), Resolució 1165 (1998), Resolució 1329 (2000), Resolució 1411 (2002) i Resolució 1431 (2002) el Consell va enviar una llista de candidats per a jutges permanents en el Tribunal Penal Internacional per a Ruanda (TIRC) a l'Assemblea General de les Nacions Unides per a la seva consideració.
La llista de 35 candidats rebuts pel secretari general Kofi Annan va ser la següent:
- Achta Saker Abdoul (Txad)
- Aydin Sefa Akay (Turquia)
- Florence Rita Arrey (Camerun)
- Abdoulaye Barry (Burkina Faso)
- Miguel Antonio Bernal (Panamà)
- Solomy Balungi Bossa (Uganda)
- Robert Fremr (Txèquia)
- Silvio Guerra Morales (Panamà)
- Taghreed Hikmat (Jordània)
- Karin Hökborg (Suècia)
- Vagn Joensen (Dinamarca)
- Gberdao Gustave Kam (Burkina Faso)
- Joseph-Médard Kaba Kashala Katuala (República Democràtica del Congo)
- Engera A. Kileo (Tanzània)
- Nathalia P. Kimaro (Tanzània)
- Agnieszka Klonowiecka-Milart (Polònia)
- Flavia Lattanzi (Itàlia)
- Kenneth Machin (United KingdomRegne Unit)
- Joseph Edward Chiondo Masanche (Tanzània)
- Patrick Matibini (Zàmbia)
- Edouard Ngarta Mbaïouroum (Txad)
- Antoine Kesia-Mbe Mindua (República Democràtica del Congo)
- Tan Sri Dato Hj. Mohd. Azmi Dato Hj. Kamaruddin (Malàisia)
- Lee Gacuiga Muthoga (Kenya)
- Laurent Ngaoundi (Txad)
- Beradingar Ngonyame (Txad)
- Daniel David Ntanda Nsereko (Uganda)
- Seon Ki Park (Corea del Sud)
- Tatiana Răducanu (Moldova)
- Mparany Mamy Richard Rajohnson (Madagascar)
- Edward Mukandara K. Rutakangwa (Tanzània)
- Emile Francis Short (Ghana)
- Albertus Henricus Joannes Swart (Països Baixos)
- Xenofon Ulianovschi (Moldova)
- Aura Emérita Guerra de Villalaz (Panamà)

18 dels jutges serien seleccionats per servir al Tribunal, que, aleshores, s'esperava que completés el seu treball el 2008.